# Гамбара
Гамбара (итал. Gambara) је насеље у Италији у округу Бреша, региону Ломбардија.
Према процени из 2011. у насељу је живело 4099 становника. Насеље се налази на надморској висини од 48 м.

## Становништво
| 1951. | 1961. | 1971. | 1981. | 1991. | 2001. | 2011. |
| ----- | ----- | ----- | ----- | ----- | ----- | ----- |
| 5.751 | 4.339 | 4.237 | 4.206 | 4.224 | 4.533 | 4.697 |